# Internationale Code voor het veilig vervoer van graan in bulk
De Internationale Code voor het veilig vervoer van graan in bulk of graancode (International Code for the Safe Carriage of Grain in Bulk) is de SOLAS-standaard op het gebied van het vervoer van graan in bulk. Met resolutie MSC.23(59) werd op 23 mei 1991 bepaald dat de code op 1 januari 1994 van kracht zou worden. Voor andere soorten bulkladingen geldt de IMSBC-code.